# Burg Radosno
Die Ruine der Burg Radosno (deutsch Burg Freudenburg) liegt im Waldenburger Bergland in Polen. Zwei Kilometer südlich verläuft die Grenze zu Tschechien. Das gleichnamige, nach 1945 untergegangene Dorf Freudenburg lag etwa vier Kilometer südöstlich der Freudenburg.

## Geographie
Die Ruine der Freudenburg liegt im Süden des Waldenburger Berglands, zweieinhalb Kilometer östlich von Sokołowsko (Görbersdorf). Nachbarorte sind Rybnica Leśna (Reimswaldau) im Norden, Grzmiąca (Donnerau) im Nordosten, Łomnica (Lomnitz) und Trzy Strugi (Dreiwässertal) im Westen sowie Granna (Grenzthal) und Radosno (Dorf Freudenburg) im Südosten. Jenseits der Grenze liegen im Süden Pomeznice (Grenzdörfel),  Vižňov und Ruprechtice.

### Topographie
Etwa 1500 Meter nördlich vor der Bergkette Dürre-Gebirge  – bestehend aus den Gipfeln Heidelberg (936,0), Suchawa/Dürre Berg (927,6) und Schirlich Köppel (906,0) – befindet sich der Freudengraben, ein kleines Seitental, welches in Ost-West-Orientierung in Richtung Sokołowsko (Görbersdorf) bergab führt. Die Burg Freudenburg wurde auf dem westlichen Rand eines Bergsporns errichtet, welcher in dieses Tal von Südosten hineinragt. Die Burgkuppe liegt hier nur etwa 25 Höhenmeter über dem Talgrund, daher war eine Wasserversorgung unproblematisch.
Über einen Sattel, der nur etwa 50 Meter südlich der Burgkuppe parallel zum Bach Freudengraben verläuft, zog die mittelalterliche Straße an der Burg vorbei (Hohlweg im Westen). Der Zugang zur Burg erfolgte von Osten als Abzweig dieser Straße.
In der Nachbarschaft befindet sich die Burgruine der Hornburg (polnisch Rogowiec). Sie liegt etwa vier Kilometer (Luftlinie) in östlicher Richtung.

## Geschichte
Die Freudenburg wurde vermutlich in der zweiten Hälfte des 13. Jahrhunderts errichtet. Sie gehörte zum Burgensystem der böhmischen Landesverteidigung und wurde verwaltungsmäßig zum Glatzer Land gerechnet. Sie war das Gegenstück zum nordöstlich liegenden schlesischen Hornschloss, das Herzog Bolko I. von Schweidnitz 1292 errichtete. Erstmals erwähnt wurde die Freudenburg 1350 als königliches Lehen, das im Besitz des Mertin von Swenkinvelt war. In diesem Jahr bestand der Burgbezirk der Freudenburg aus den Dörfern Friedland, Göhlenau, Raspenau, Rosenau, Schmidtsdorf, Neudorf, Waltersdorf, Görbersdorf, Kindelsdorf, Merkelsdorf, Halbstadt und Wernersdorf. 1356 gehörte der Burgbezirk Freudenburg als Lehen dem Hersko de Razdialowicz, 1359 wurde er für besondere Verdienste an Herzog Bolko II. übergeben.
Nach dem Tode Bolkos II. 1368 verkaufte dessen Witwe das Lehen an die Herren von Pogarell, von denen es 1376 auf die Herren von Seidlitz und 1388 an die Herren von Rechenberg überging. Während der Hussitenkriege war die Freudenburg ein Stützpunkt der Hussiten. Die angebliche Zerstörung der Freudenburg 1426–1428 ist quellenmäßig nicht belegt. Seit der Mitte des 15. Jahrhunderts gehörte der Freudenburger Burgbezirk zusammen mit den Ortschaften Altfriedland, Friedland, Göhlenau, Görbersdorf, Langwaltersdorf, Neudorf, Raspenau, Rosenau, Schmidtsdorf sowie Olbersdorf zur Herrschaft Fürstenstein. Olbersdorf wurde auch als Ullersdorf bezeichnet und im Dreißigjährigen Krieg zerstört. An dessen Stelle entstand um eine Glashütte nach 1661 das Dorf Freudenburg.
1483 wurde die Freudenburg, die ein Raubritternest geworden war, vom Schweidnitzer Landeshauptmann Georg von Stein zerstört und, da sie keine strategische Bedeutung mehr hatte, nicht wieder aufgebaut. Teile des Turms und des Mauerwerks sind noch erhalten. Der Burgbezirk der Freudenburg ging 1497 zusammen mit der Herrschaft Fürstenstein und dem Hornschloss als Pfandbesitz an den böhmischen Kanzler Johann von Schellenberg (Hanuš z Šelndorfu a Hornšperka) und 1605 in erblichen Besitz an Conrad von Hochberg (Hoberg; Hohberg) über. Im 19. und 20. Jahrhundert war die Ruine der Freudenburg ein beliebtes Ausflugsziel für Kurgäste aus Görbersdorf.